# Wang Renyu
Wang Renyu (王仁裕,  Wang Jen-yü; geb. 880; gest. 956) war ein chinesischer Beamter und Gelehrter zur Zeit verschiedener Dynastien. Sein Wirken fällt in die Zeit der Fünf Dynastien und Zehn Reiche, einer turbulenten Zeit des politischen Umsturzes in China, nach dem Ende der Tang-Dynastie bis zur Gründung der Song-Dynastie.
Wang Renyu ist insbesondere bekannt als Verfasser des Kaiyuan Tianbao yishi 开元天宝遗事/開元天寶遺事, mit Aufzeichnungen von Begebenheiten der Kaiyuan- und Tianbao-Ären, womit die Äranamen Kāiyuán (開元 713–741) und Tiānbǎo (天寶 742–756) der Regierungszeit des Tang-Kaisers Xuanzong bezeichnet werden.
In seiner früheren Lebenszeit lebte Wang Renyu an der nordwestlichen Grenze zu Tibet, leistet Dienst im Shu-Königreich und machte dann Karriere unter vier aufeinanderfolgenden Dynastien in Nordchina. Er führte lebenslang Gespräche mit Kollegen an der kaiserlichen Hanlin-Akademie und zeichnete viele davon auf.
Glen Dudbridge hat den Versuch unternommen, seine Memoiren zu rekonstruieren, die zwar nicht direkt überliefert sind, aber weitgehend aus Enzyklopädiezitaten rekonstruiert werden können.
In seinen im Taiping guangji zitierten Gesprächen in der Jadehalle (玉堂闲话,  Yutang xianhua) werden beispielsweise seine Beobachtungen zur Trockenlacktechnik berichtet.